# Super Mario Land 2: 6 Golden Coins
Super Mario Land 2: 6 Golden Coins (яп. スーパーマリオランド2 6つの金貨 Су:па: Марио Рандо Цу: Мутцу но Кинка) — видеоигра в жанре платформер, разработанная и изданная компанией Nintendo для портативной консоли Game Boy. Она была выпущена 21 октября 1992 года в Японии, 2 ноября 1992 года в Северной Америке, и 28 января 1993 года в Европе. Осенью 2011 года была перевыпущена посредством сервиса Virtual Console на игровой системе Nintendo 3DS. 9 февраля 2023 года игра была переиздана для Nintendo Switch, посредством сервиса Nintendo Switch Online. Игра является сиквелом Super Mario Land, и является приквелом для Wario Land: Super Mario Land 3.

## Сюжет и геймплей
В Super Mario Land 2, игрок берёт на себя роль главного героя Марио, чья главная цель — вернуть свой замок, захваченный новым персонажем серии — Варио. В игре есть 6 зон (не включая замок Марио) из которых монеты получают из боссов. Зоны называются: Tree Zone (Деревянная Зона), Space Zone (Космическая Зона), Macro Zone (Макро Зона), Pumpkin Zone (Тыквенная Зона), Mario Zone (Зона Марио) и Turtle Zone (Зона черепахи).

## Отзывы
| Сводный рейтинг    | Сводный рейтинг |
| Агрегатор          | Оценка          |
| ------------------ | --------------- |
| GameRankings       | 79,56 %         |
| Иноязычные издания |                 |
| Издание            | Оценка          |
| AllGame            | [ 5 ]           |
| EGM                | 87,5/100        |
| Nintendo Power     | 3,7/5           |

В целом, игра получила положительные отзывы от критиков. В 2009 году Super Mario Land 2: 6 Golden Coins заняла 44 место в списке «100 лучших игр Nintendo» по версии Official Nintendo Magazine. Журнал Nintendo Power поместил её на седьмую строчку в топе самых лучших игр на Game Boy/Game Boy Color. Сайт GamesRadar в аналогичном списке поставил игру на десятое место.